# Henri Chéron
Pour l’article ayant un titre homophone, voir Henry Chéron.
 (juillet 2025).
Henri Chéron, né à Meaux vers 1625 et mort vers 1677 à Lyon, est un peintre et graveur français.

## Biographie
Fils de Pierre Chéron, Henri était un peintre en miniature et en émail assez habile, mais il a aussi pratiqué la peinture d'histoire. Protestant, il avait épousé Marie Le Fèvre, une catholique dont il eut trois enfants, dont Élisabeth-Sophie, dont il fut le seul maître et qui l'éclipsa bientôt et acquit une grande célébrité après avoir abjuré, et Louis qui préféra émigrer en Angleterre où il fit une belle carrière d'artiste et de professeur.
D'une conduite peu régulière, Chéron abandonna sa femme et ses enfants et s'enfuit vers 1664 à Lyon, où il termina sa vie.